# Armen Sarkissian
Armen Vardani Sarkissian (în armeană Արմեն Վարդանի Սարգսյան; n. 23 iunie 1953, Erevan, Republica Sovietică Socialistă Armeană, URSS) este un politician, fizician și informatician armean care este președinte al Armeniei din 2018. A fost prim-ministru al Armeniei în perioada 4 noiembrie 1996 – 20 martie 1997 și a fost cel mai longeviv ambasador al țării în Regatul Unit, din 1998 până în 2018. Sargsyan a fost ales ca președinte pe 2 martie 2018 și a preluat președinția pe 9 aprilie 2018.

## Carieră timpurie și educație
Sarkissian a absolvit Facultatea de Fizică Teoretică și Matematică a Universității de Stat din Erevan. A fost membru al Academiei Naționale de Științe din Armenia și al Consiliului Național pentru Competitivitate din Armenia. Din 1976 până în 1984, a fost asistent, iar apoi profesor asociat de fizică la Universitatea de Stat din Erevan. În 1982, a devenit cercetător vizitator și, în cele din urmă, profesor la Universitatea din Cambridge. În 1988 a înființat și ulterior a devenit șeful Departamentului de Modelare a Fenomenelor Fizice Complexe la Departamentul de fizică teoretică al aceleiași universități. Sarkissian a fost unul dintre co-creatorii  jocului Wordtris, un spin-off al Tetris.

## Carieră politică și diplomatică
În octombrie 1991, Sarkissian a înființat Ambasada Armeniei la Londra, prima misiune diplomatică armeană din Occident. Pe lângă misiunea sa diplomatică în Regatul Unit, a devenit ambasador principal al Armeniei la Uniunea Europeană, în Belgia, Țările de Jos, Luxemburg și Vatican. În 1995-1996, a fost șeful misiunii armene la Uniunea Europeană.
Sarkissian a fost numit prim-ministru al Armeniei de către președintele Levon Ter-Petrosian în noiembrie 1996, servind timp de 4 luni până la demisia din 20 martie 1997, fiind succedat de Robert Kocharyan. Motivul oficial al demisiei sale a fost nevoia de a primi tratament pentru o boală gravă, dar există unele speculații cu privire la o dispută cu Ministrul Apărării Vazgen Sargsian ca adevăratul motiv al demisiei lui Sarkissian. După ce a fost prim-ministru armean între 1996 și 1997, a fost numit consilier special al președintelui Băncii Europene pentru Reconstrucție și Dezvoltare (BERD) și guvernator al BERD în perioada 1998-2000.
Armen Sarkissian a fost, de asemenea, unul dintre directorii Eurasia House și vicepreședinte al EastWest Institute. A deținut numeroase funcții onorifice și executive în mai multe organizații internaționale, printre care membru al consiliului consultativ al decanului la Școala de Guvernanță Kennedy la Universitatea Harvard, al consiliului consultativ al decanului la Școala Harris de studii politice publice de la Universitatea din Chicago, al consiliului de administrație al International Research & Exchanges Board (IREX), al Alianței Economice Internaționale și Fundației pentru Leadership Global. A fost cercetător onorific senior la Școala de Științe Matematice de la Queen Mary and Westfield College (acum Universitatea Queen Mary Londra).
A fost membru al Global Leadership Foundation, o organizație care lucrează pentru a sprijini conducerea democratică, pentru a preveni și rezolva conflictele prin mediere și pentru a promova buna guvernare sub formă de instituții democratice, piețe deschise, drepturile omului și statul de drept.
Din 2013 a lucrat în consiliul de administrație al Școlii Internaționale din Dilijan, Armenia. În ianuarie 2018, a primit oferta președintelui armean Serj Sargsyan de a fi candidatul Partidului Republican la primele alegeri prezidențiale de la reformele constituționale din 2015.

## Președinte al Armeniei

### Alegeri
Pe 19 ianuarie 2018, președintele Serj Sargsyan a recomandat Partidului Republican să susțină candidatura lui Sarkissian la funcția de președinte în timpul alegerilor prezidențiale din 2018 din Armenia. De asemenea, Sarkissian s-a bucurat de sprijin suplimentar din partea Federației Revoluționare Armene, precum și a blocului parlamentar țarucian.
A fost ales președinte cu majoritatea Adunării Naționale pe 2 martie 2018 cu 90 de voturi într-o cameră de 105 membri. Sarkissian a fost singurul candidat la alegeri.

### Inaugurare
Sarkissian a fost inaugurat pe 9 aprilie 2018. Ceremonia de inaugurare a avut loc la Complexul Karen Demirchyan din Erevan. După ceremonie, a vizitat panteonul militar Yerablur și a depus o coroană de flori la monument cu ministrul apărării Vigen Sargsyan.

### Președinție

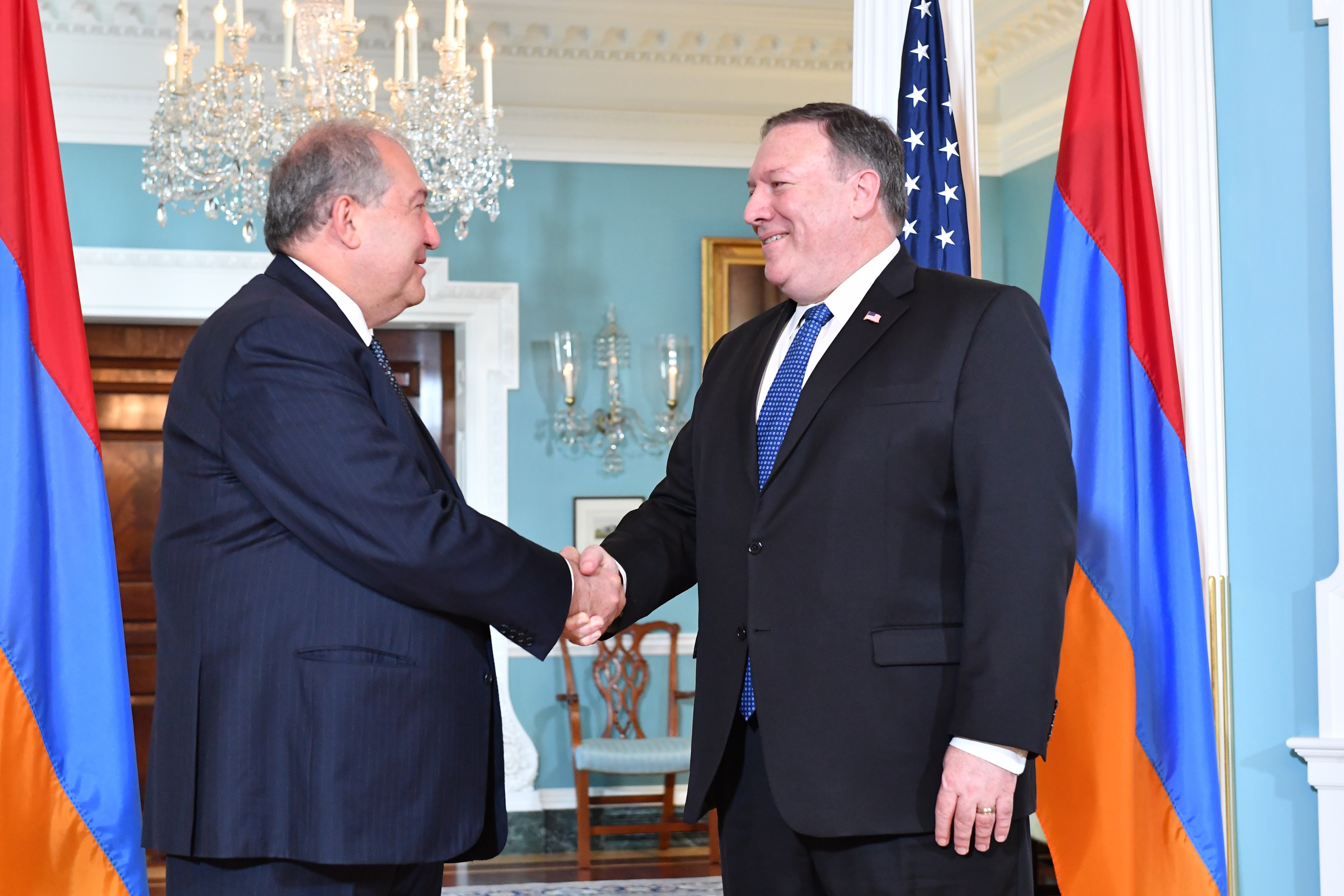
Sarkissian se întâlnește cu secretarul de stat al SUA, Mike Pompeo, în 2018.

În ziua inaugurării, guvernul condus de Karen Karapetyan și-a dat demisia, iar partidele din Adunarea Națională au avut la dispoziție o săptămână pentru a-și prezenta propunerile pentru funcția prim-ministru. Fostul președinte Serj Sargsyan a fost nominalizat în unanimitate de membrii partidelor de guvernământ din Adunarea Națională pe 16 aprilie și a fost confirmat drept prim-ministru pe 17 aprilie. Cu toate acestea, alegerea lui Sargsyan ca prim-ministru a fost întâmpinată de proteste pe scară largă, așa că acesta a demisionat la șase zile după preluarea mandatului. Ulterior, Karapetyan a fost numit în funcția de prim ministru interimar. Pe 8 mai 2018, Nikol Pashinyan a fost ales prim-ministru de către Adunarea Națională în urma unui vot 59–42.
Sarkissian a vizitat Tbilisi pe 26 mai 2018 în prima sa vizită oficială străină pentru a participa la sărbătorile centenare ale fondării Republicii Democrate Georgia. În timpul vizitei sale, el a purtat discuții cu omologul său georgian Giorgi Margvelașvili, precum și întâlniri cu Bidzina Ivanișvili și Sauli Niinistö.
În iunie 2018, Sarkissian a propus modificări ale constituției pentru a echilibra puterea președintelui cu puterea primului ministru. În ajunul aniversării centenarului sfârșitului Primului Război Mondial, Sarkissian a declarat într-un interviu pentru Schweizer Radio und Fernsehen că i-a spus următoarele președintelui turc Recep Tayyip Erdoğan în ceea ce privește genocidul armean:
„În primul rând, i-aș spune Bună Dimineața, Dle Președinte, cred că avem de discutat o problemă. Sunteți Președintele Turciei, iar eu sunt Președintele Armeniei. Familia mea, bunicii mei sunt din Erzrum, Van și Bitlis și există o istorie a familiei mele. De ce să nu începem să discutăm despre relațiile dintre Turcia și Armenia? De ce să nu vorbim despre poveștile noastre individuale?”
În timp ce vizita orașul kazah Almaty în mai 2019, el a spus că țara sa ar putea deveni un „centru financiar internațional“ și poate deveni o „punte de cooperare între Eurasia și UE“. El a făcut declarațiile la cel de-al 15-lea Forum Eurasiatic Media, al cărui cofondator este.

### Rol după conflictul din Karabah
În primele etape ale conflictului din Nagorno-Karabah din 2020, Sarkissian a acordat numeroase interviuri organizațiilor internaționale de știri, în cadrul cărora a apelat la acțiune împotriva Guvernului Turciei și a acțiunilor Forțelor Armate din Azerbaidjan, spunându-i lui Hadley Gamble de la CNBC „Imaginați-vă Caucazul devenind o altă Sirie?”  Într-un alt interviu acordat tabloidului german Bild, el a comparat situația din Stepanakert cu orașele germane din timpul celui de-al Doilea Război Mondial. După ce a fost semnat acordul de încetare a focului la începutul lunii noiembrie, Sarkissian a organizat o întâlnire cu Karekin al II-lea, în care amândoi au făcut apel la declararea zilei de 22 noiembrie drept Ziua Comemorării Eroilor care au căzut pentru Apărarea Patriei în războiul de eliberare Artsakh. Pe 16 noiembrie, într-o adresare națiunii, el a concluzionat că alegerile parlamentare rapide și demisia lui Pashinyan erau inevitabile în lumina protestelor, propunând ca un proces să fie supravegheat și gestionat de un „guvern de acord național” interimar. La începutul anului 2021, el a cerut crearea unei „a patra republici”.

## Viață personală
S-a căsătorit în 1978 cu Nouneh Sarkissian (născută în 1954), cercetătoare la Matenadaran. Împreună au 2 copii adulți. În afară de armeană și rusă, două limbi pe care Sargsyan le-a vorbit în copilărie, el cunoaște fluent limba engleză datorită timpului petrecut în Regatul Unit. Până în decembrie 2011, Sargsyan a deținut cetățenia britanică.  A fost un prieten personal al ofițerului de informații sovietic Gevork Vartanian.
Pe 5 ianuarie 2021, biroul prezidențial din Armenia a anunțat că a fost supus unei intervenții chirurgicale la picior pe 3 ianuarie la Londra și că testul pentru coronavirus era pozitiv. Și-a început tratamentul la Londra și s-a întors la Erevan abia pe 20 februarie.

## Onoruri
- Ordinul de Merit pentru Patrie gradul I - (15 septembrie 2017) [44]
- Premiul Sfântul Grigorie cel Mare (1997) - acordat de Papa Ioan Paul al II-lea .
- Medalia Sfântul Grigorie Iluminatorul (2008) - cea mai înaltă onoare a Bisericii Apostolice Armene - de Karekin al II-lea, Patriarhul Catholicos al tuturor armenilor din Sfântul Etchmiadzin.

- Ordinul de Merit al Republicii Italiene în grad de mare cruce cu colan ( Italia, 2018) [45] [46]
- Premiul John Edwin Mroz Global Statesman (EastWest Institute, 2018) [47]